# Gustav Schäfer (muzyk)
Gustav Klaus Wolfgang Schäfer (ur. 8 września 1988 w Magdeburgu) – niemiecki perkusista, członek zespołu Tokio Hotel.
Gra na perkusji od piątego roku życia. W 2001 dołączył do braci Toma i Billa Kaulitzów oraz Georga Listinga, tworząc zespół Devilish, znany następnie jako Tokio Hotel.
Ma żonę i córkę, mieszkają w Niemczech.